# Galium karataviense
Galium karataviense är en måreväxtart som först beskrevs av Nikolai Vasilievich Pavlov, och fick sitt nu gällande namn av Evgeniia Georgievna Pobedimova. Galium karataviense ingår i släktet måror, och familjen måreväxter. Inga underarter finns listade i Catalogue of Life.